# Wolfdietrich Ziesel
Wolfdietrich Ziesel (Munique, 20 de abril de 1934 – 22 de dezembro de 2015) foi um engenheiro civil austríaco.

## Formação e carreira
Ziesel estudou após o Abitur em 1952 em Salzburg engenharia civil na Universidade Técnica de Viena, onde obteve o diploma em 1957 e eum doutorado em 1958. Foi depois assistente de Kurt Klöppel na Universidade Técnica de Darmstadt. Em 1962 abriu um escritório de engenharia em Viena.
Projetou cerca de 700 obras na Áustria e internacionalmente. Trabalhou em colaboração com diversos arquitetos (Coop Himmelb(l)au, Carl Auböck, Ernst Hiesmayr, Hans Hollein, Wilhelm Holzbauer, Clemens Holzmeister, Adolf Krischanitz, Gustav Peichl, Anton Schweighofer). 

## Projetos selecionados
- Ephesos, Schutzbau für Ausgrabungen Hanghaus II (Architekt Häuselmayer)
- Innenhofüberdachung des Historischen Museums Wien (Architekt Manikas)
- Hackinger Steg, Fußgängerbrücke über das Wiental in Wien-Hütteldorf (Architekten Henke, Schreieck)
- Traisenpavillon, Ausstellungshalle St. Pölten (Architekt Krischanitz)

## Publicações
- Dream Bridges/Traumbrücken, Springer 2004[2]
- Konstruktion, Gestaltung, Lehre, Wien 1982
- Bau Kunst Ingenieur. The Art of Civil Engineering, Edition Seitenberg, Wien 1989